# 上田閑照
上田 閑照（うえだ しずてる、1926年1月17日 - 2019年6月28日）は、日本の哲学者。専門はドイツ哲学・宗教哲学。京都大学名誉教授。京都学派を継承し、禅、東西神秘主義、エックハルト、ハイデッガー、京都学派思想などの研究を行った。

## 経歴
出生から修学期
1926年、高野山真言宗僧侶の父・上田天瑞の長男として東京都で生まれた。横浜市立間門小学校、神奈川県立横浜第一中学校で学んだ。1943年に中学を卒業し、第一高等学校に入学。太平洋戦争の戦局悪化により就学期間が2年短縮され、1945年3月に卒業。京都帝国大学文学部に進学したが、4月中に召集し、本土防衛の任に就いた。戦後、1946年に京都帝国大学文学部に復学。哲学科で宗教学を専攻した。1949年に同大学を卒業。
哲学者として
1954年、高野山大学専任講師に就いた。1963年に同助教授に昇格。1963年6月、京都大学教養部助教授に転じた。同1963年、マールブルク大学に学位請求論文『マイスター・エックハルト研究』を提出してPh.D.を取得。エラノス会議の後期の参加者であった。1967年より教育学科所属の助教授となり、1973年に教授昇格。1976年、学位論文『東西神秘主義研究』を京都大学に提出して、文学博士。1977年からは文学部哲学科に移り、宗教学講座を担当した。1989年に京都大学を定年退職し、名誉教授となった。
その後は1991年より花園大学客員教授を1999年まで務めた。2003年、日本学士院会員に選出。滋賀県大津市に住んだが、2019年6月28日0時47分、肺炎のため死去。93歳没。
職歴
- 1963年6月 京都大学教養部助教授
- 1967年4月 京都大学教育学部教育学科助教授（教育人間学講座）
- 1973年7月 京都大学教育学部教育学科教授
- 1977年4月 京都大学文学部哲学科教授（宗教学講座）
- 1989年3月 京都大学退官
- 1991年　花園大学客員教授[1]（1999年まで）

## 受賞・栄典
- 2018年：文化功労者[6]。

## 研究内容・業績
京都学派に分類される哲学者である。主な著作は『上田閑照集』（全11巻）にまとめられている。

## 家族・親族
- 父：上田天瑞は高野山大学学長を務めた仏教学者で高野山真言宗僧侶。戦時下ではビルマに留学と軍務で渡っている[7]。
- 妻：上田真而子はドイツ文学者。
- 弟：樫本高明は僧侶。

## 著作
著書
- 『禅仏教』筑摩書房 1973
  - 『禅仏教　根源的人間』岩波書店〈同時代ライブラリー〉 1993
- 『マイスター・エックハルト』〈人類の知的遺産 21〉講談社 1983
  - 『エックハルト　異端と正統の間で』講談社学術文庫 1998
- 『生きるということ』人文書院 1991
- 『西田幾多郎を読む』岩波書店〈岩波セミナーブックス〉 1991
- 『場所 二重世界内存在』弘文堂 1992
  - 『実存と共存 二重世界内存在』ちくま学芸文庫 1999
- 『経験と自覚 西田哲学の「場所」を求めて』岩波書店 1994
  - 『西田哲学への導き 経験と自覚』岩波書店〈岩波同時代ライブラリー〉 1998
- 『西田幾多郎 人間の生涯ということ』岩波書店〈同時代ライブラリー〉 1995
  - 改訂版『西田幾多郎とは誰か』岩波現代文庫 2002
- 『宗教への思索』創文社 1997
- 『ことばの実存』筑摩書房 1997
- 『人間の生涯ということ』人文書院 1998
- 『私とは何か』岩波書店〈岩波新書〉 2000
- 『十牛図を歩む』大法輪閣 2002
- 『折々の思想』燈影舎〈燈影撰書31〉 2010

著作集
- 『上田閑照集』岩波書店（全11巻）2001-03年

1. 西田幾多郎
2. 経験と自覚
3. 場所
4. 禅‐根源的人間
5. 禅の風景
6. 道程「十牛図」を歩む
7. マイスター・エックハルト
8. 非神秘主義 エックハルトと禅
9. 虚空／世界
10. 自己の現象学
11. 宗教とは何か

- 『上田閑照 哲学コレクション』 岩波現代文庫（全5巻）2007-08年

1. 『宗教』
2. 『経験と場所』
3. 『言葉』
4. 『非神秘主義　禅とエックハルト』
5. 『道程　思索の風景』

共著
- 『十牛図－自己の現象学』柳田聖山共著, 筑摩書房 1982
  - ちくま学芸文庫 1992年
- 『大乗仏典 中国・日本篇23 道元』柳田聖山共著[8], 中央公論社 1995
- 『大拙の風景　鈴木大拙とは誰か』岡村美穂子共著, 燈影舎 1999
  - 増補版 2008年
- 『イエスの言葉／禅の言葉　対談評釈』八木誠一共著, 岩波書店 2010

## 関連文献
- 岡村美穂子共著 『大拙の風景　鈴木大拙とは誰か』 燈影舎<燈影撰書> 1999[9]
- 八木誠一共著『イエスの言葉／禅の言葉 対談評釈』岩波書店 2010
- 氣多雅子共編『仏教とは何か　宗教哲学からの問いかけ』昭和堂 2010
- 長町裕司編『ドイツ神秘思想〈と〉京都学派の宗教哲学 九十二歳をお迎えになられる、上田閑照先生に感謝を込めて』教友社 2018
- 中央教育審議会第17回基本問題部会(上田閑照氏（京都大学名誉教授）の意見陳述の概要)